# 링구
링구(令谷, 영곡, 1988년 ~ 2012년 3월 18일)는 중화인민공화국의 전 정치인 링지화의 아들이다. 2011년 베이징 대학 국제관계학과를 졸업하였다. 사고 당시 베이징 대학 교육학과 연구생으로 재학 중이었다.

## 사망
링구는 2012년 3월 18일 새벽 4시 베이징시 하이뎬 구 북사환(北四環) 보복사교(保福寺橋) 부근에서 두 명의 또래의 여성을 태운 채 페라리 승용차를 운행 중에 음주사고로 숨졌으며 발견 당시 세 사람은 반나체 상태였다. 보시라이 사건 직후 링지화에 의해 숨겨졌던 사고 사실이 뒤늦게 외부로 알려지며 세계적 이슈가 되었다.